# Эйнхорн, Мозес
Мозес Эйнхорн (англ. Moses Einhorn; 17 февраля 1896, Волковыск — 2 февраля 1966, Нью-Йорк) — американский врач-гастроэнтеролог.

## Биография
Шестой из семи детей Цви-Гирша Эйнхорна, сына владельца аптеки в Волковыске, и Михли Каган. Образование получил в местном хедере, затем учился в реальном училище в Волковыске. В 1908 году родители отправили его в Эрец-Исраэль, где он в 1914 году окончил гимназию «Герцлия» в Тель-Авиве.

В 1916 году эмигрировал в США, поселившись в Нью-Йорке. В 1922 году окончил медицинский факультет Нью-Йоркского университета. В 1925—1928 годах работал в больнице «Маунт Синай», в 1926—1936 — в Бет-Изрейел. Занимался врачебной практикой; заведовал гастроэнтерологическим отделением больницы в Бронксе.
<В 1926 году основал «Ассоциацию ивритоязычных врачей». В 1927 году основал (совместно с Э. Голдстейном) «Ha-Rofe ha-Ivri» — единственный медицинский журнал на иврите за пределами Эрец-Исраэль, и был его издателем до своей кончины в 1965 году. Был редактором и составителем памятной книги Волковыска (וואָלקאָוויסקער יזכור־בוך — Волковыскер изкер-бух, 1949) на идише.
Разрабатывал словарь медицинских терминов на иврите. Участвовал также в создании медицинской библиотеки в больнице «Каплан» в Реховоте, которая открыта в 1955 году. Инициатор создания медицинской библиотеки в Тель-Авиве (1962), носящей его имя.
В 1964 мэрией Тель-Авива создана премия имени Мозеса Эйнхорна в области исследования медицины.